# Митяева, Ольга Ивановна
О́льга Ива́новна Митя́ева (род. 30 августа 1929, дер. Фофаново, Тверская область) — советский и российский историк; доктор исторических наук (1980), профессор Московского государственного университета, профессор (1982), заслуженный профессор МГУ (1998). Автор свыше 100 трудов, в том числе 3 монографий.

## Биография
Родилась 30 августа 1929 года в дер. Фофаново (ныне — Западнодвинского района Тверской области).
Окончила исторический факультет МГУ (1952).
Кандидатская диссертация «Коммунистическая партия — организатор подъёма культурно-просветительной работы в деревне в годы первой пятилетки (1928—1932 гг.)» (МГУ, 1959, специальность: 07.00.01 — История Коммунистической партии Советского Союза). Докторская диссертация «Коммунистическая партия — организатор культурного преобразования деревни в годы социалистической реконструкции сельского хозяйства (1927—1937 гг.)» (МГУ, 1979, специальность: 07.00.01 — История Коммунистической партии Советского Союза).
На преподавательской работе в МГУ с 1953 года: ассистент (1953—1964), доцент (1965—1980), профессор (с 1981 года). Учёное звание доцент (1971), профессор (1982).
Профессор кафедры истории ИППК МГУ имени М. В. Ломоносова (1980—2013). Профессор кафедры истории и теории политики факультета политологии МГУ (с 2013 года).
Под руководством О. И. Митяевой подготовлено 40 кандидатов и 9 докторов исторических наук.

## Сфера научных интересов
История России, историография, история культуры, история межнациональных отношений.

## Монографии
- Митяева О. И. Руководство Коммунистической партии преобразованием Советской деревни в реконструктивный период. — М.: 1978.
- Митяева О. И. История и проблемы Отечественной культуры в XIX — первой трети XX века. — Уфа: 1994.
- Митяева О. И. Россия и мировой исторический процесс. Проблемы выбора. В соавторстве. — М.: 1995.
- Митяева О. И. (в соавторстве).  М. В. Ломоносов о традициях социально-гуманитарного знания в России. — М.: 2011.
- Митяева О. И. Политическая и культурная деятельность П. Н. Милюкова в эмиграции. — Саарбрюкен, Германия: 2014.

## Награды и звания
- Почётное звание «Заслуженный профессор Московского университета» (15 декабря 1998).
- Значок Минвуза «Отличник высшей школы».
- Почётная грамота Минвуза РФ «За успехи на ниве высшего образования» (1999).
- Почётный юбилейный знак «250 лет МГУ» («за длительную и плодотворную работу и в связи 250-летием МГУ имени М. В. Ломоносова») (2011)[9][10].